# Marian Suski
Marian Franciszek Suski (ur. 2 listopada 1905 w Kielcach, zm. 25 grudnia 1993 we Wrocławiu) – polski profesor, inżynier, pracownik naukowy Wydziału Łączności (później Elektroniki) i Instytutu Telekomunikacji i Akustyki Politechniki Wrocławskiej. W młodości sportowiec, szablista, brązowy medalista igrzysk olimpijskich i mistrzostw świata.

## Życiorys
Syn urzędnika kolejowego Franciszka Brunona Suskiego (1860–1928) i Marii Heleny z domu Jakubowskiej (1875–1951), wnuczki Aleksandra Kokulara, a zarazem córki powstańca styczniowego Jana Jakubowskiego. Był uczniem Gimnazjum im. Jana Śniadeckiego w Kielcach, a od 1920 Korpusu Kadetów Nr 2 w Modlinie, w którym 5 lipca 1924 złożył maturę.
W 1924 został podchorążym Oficerskiej Szkoły Inżynierii w Warszawie. 29 września 1926 Prezydent RP, Ignacy Mościcki mianował go podporucznikiem ze starszeństwem z 15 sierpnia 1926 w korpusie oficerów łączności. 29 listopada 1927, po ukończeniu szkoły, został sklasyfikowany z pierwszą lokatą. W 1928 pełnił służbę w pułku radiotelegraficznym w Warszawie. 15 sierpnia 1928 awansował na porucznika ze starszeństwem z 15 sierpnia 1928 i 1. lokatą w korpusie oficerów łączności. W latach 1929–1930 studiował w Wyższej Szkole Elektrotechnicznej w Paryżu. W 1932 pełnił służbę w Wojskowym Instytucie Badań Inżynieryjnych, a później kontynuował ją w Biurze Badań Technicznych Wojsk Łączności, badając nowatorskie w owych czasach techniki łączności bezprzewodowej. W 1932 wystartował na igrzyskach olimpijskich w Los Angeles, gdzie razem z kolegami z reprezentacji zdobył brązowy medal. Dwa lata później zdobył drużynowo brązowy medal na mistrzostwach świata w Warszawie. 5 marca 1934 awansował na kapitana ze starszeństwem z dniem 1 stycznia 1934 i 14. lokatą w korpusie oficerów łączności. W 1936 brał udział w igrzyskach olimpijskich w Berlinie, gdzie Polacy zajęli czwarte miejsce w szabli drużynowej.
Na przełomie 1937/1938 odkomenderowany został z wojska dla ukończenia studiów na Politechnice Warszawskiej. Tematem jego pracy dyplomowej, zrealizowanej pod kierunkiem prof. Janusza Groszkowskiego, było wytwarzanie modulacji fal decymetrowych. 31 marca 1938 otrzymał dyplom inżyniera elektryka.
Podczas kampanii wrześniowej 1939 był dowódcą łączności w Dowództwie Obrony Warszawy, za co odznaczony został Krzyżem Walecznych. Po kapitulacji trafił do oflagu, na krótko do Wrocławia, potem do Oflagu VIIA w Murnau, gdzie prowadził kursy z podstaw radiotechniki. Udało mu się tam zgromadzić trochę części, które posłużyły mu do skonstruowania w konspiracji prostego odbiornika radiowego, który służył jeńcom obozu aż do chwili wyzwolenia obozu przez aliantów. Z oflagu trafił do służby w 2 Korpusie Polskim we Włoszech, zajmując stanowisko szefa remontów sprzętu radiowego.
Po wojnie przyjechał do rodziny do Polski. Otrzymał skierowanie do Dzierżoniowa na Dolnym Śląsku, do pracy w Państwowej Fabryce Odbiorników Radiowych (znanej później jako „Diora”), w której przez krótki czas był dyrektorem. Potem trafił do Wrocławia, gdzie w 1947 podjął pracę jako adiunkt w Katedrze Fizyki Uniwersytetu i Politechniki (wówczas połączonych w jedną uczelnię). W 1948 przeniósł się na Katedrę Radiotechniki Wydziału Mechaniczno-Elektrotechnicznego, a w 1951, po utworzeniu Wydziału Łączności, został zastępcą profesora na tym wydziale. Od 1954 był kierownikiem Katedry Podstaw Telekomunikacji. Na Wydziale Łączności prowadził zajęcia z podstaw telekomunikacji, później przekształconych w teorię obwodów elektrycznych (tzw. „druty”). Pracując na uczelni nie porzucił swojej przedwojennej pasji – szermierki – i w 1950, w barwach AZS Wrocław, wywalczył mistrzostwo Polski w szabli.
Podczas wydarzeń Marca 1968, wraz z innymi profesorami ówczesnego Wydziału Łączności (później przekształconego w Wydział Elektroniki): Zbigniewem Żyszkowskim i Tadeuszem Tomankiewiczem, wziął udział w demonstracjach studenckich. Pomimo licznych osiągnięć naukowych jego bezkompromisowa postawa wobec rzeczywistości PRL spowodowała, że profesurę otrzymał dopiero w 1974. Do emerytury był kierownikiem Zakładu Teorii Techniki Mikrofalowej.
W uznaniu zasług i postawy moralnej profesora, tak w młodości, jak również w trudnych latach PRL, papież Jan Paweł II wręczył mu medal Pro Ecclesia et Pontifice. W 1994 nadano imię prof. Suskiego nowemu budynkowi ówczesnego Instytutu Telekomunikacji i Akustyki (bud. C-5 przy ul. Janiszewskiego 7/9), a w grudniu 2005 w hallu odsłonięto płaskorzeźbę przedstawiającą jego patrona.
W PRL informacje na temat Mariana Suskiego podlegały cenzurze. W 1977 roku jego nazwisko znajdowało się na specjalnej liście osób pod szczególną kontrolą cenzury. Zalecenia cenzorskie dotyczące jego osoby zanotował Tomasz Strzyżewski, który w swojej książce o peerelowskiej cenzurze opublikował notkę informacyjną z 7 stycznia 1977 roku Głównego Urzędu Kontroli Prasy, Publikacji i Widowisk. Wytyczne dla cenzorów wymieniały jego nazwisko z adnotacją: „Wszelkie próby popularyzowania w środkach masowego przekazu (prasa codzienna, radio, TV, tygodniki społeczno-polityczne) niżej wymienionych osób należy sygnalizować kierownictwu GUKPPiW”. Zalecenia cenzorskie zezwalały jedynie na publikacje w prasie specjalistycznej, naukowej oraz skryptach itp.
Jego dwaj synowie, Wojciech i Tadeusz również otrzymali tytuł profesora.
Zmarł 29 grudnia 1993 r. Pochowany na Cmentarzu Ducha Świętego we Wrocławiu.

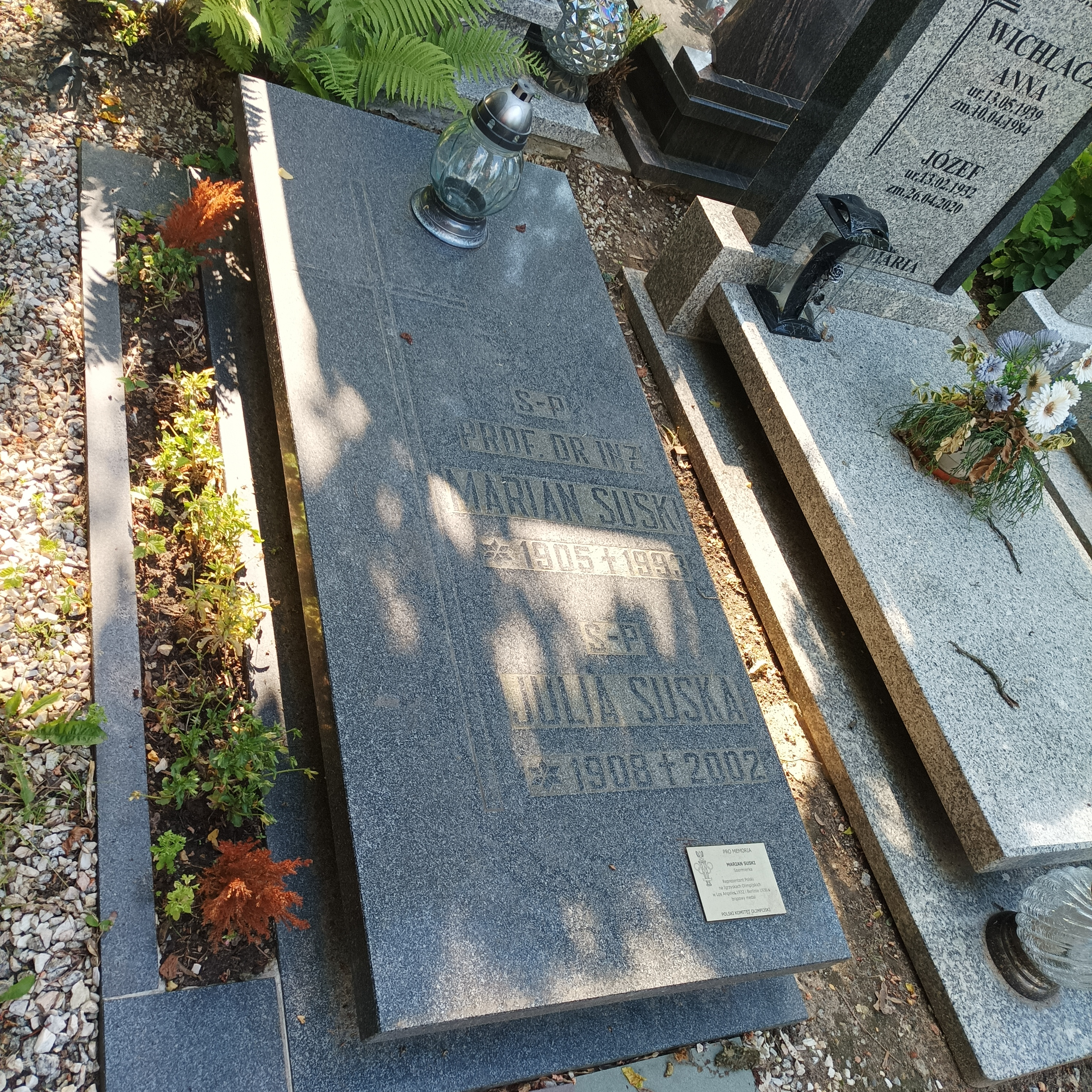
Grób Mariana Suskiego na cmentarzu św. Ducha we Wrocławiu

## Ordery i odznaczenia
- Krzyż Walecznych
- Srebrny Krzyż Zasługi (9 listopada 1932)[12]
- Order Zasługi (Węgry, 1934)[13]